# Antiaropsineae
Antiaropsineae, maleni podtribus drveća iz porodice dudovki smješten u tribus Castilleae. Postoje dva roda, svaki po dvije vrste koje rastu endemski na Novoj Gvineji (Antiaropsis) i Novoj Kaledoniji (Sparattosyce)

## Rodovi
1. Antiaropsis K.Schum.
2. Sparattosyce  Bureau